# تساي مينغ-ليانغ

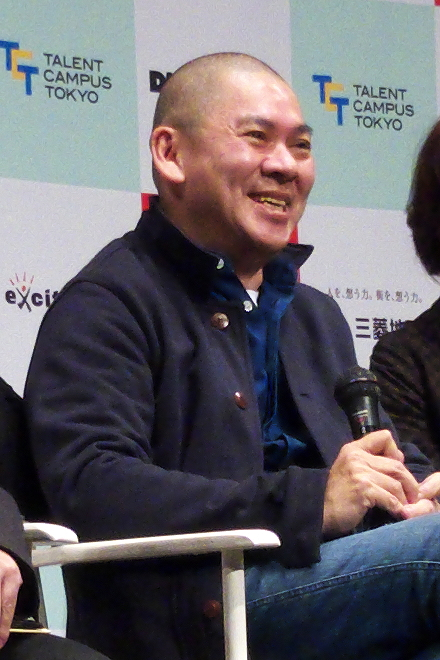
تساي مينغ-ليانغ

تساي مينغ-ليانغ (الصينية: 蔡明亮؛ من مواليد 27 أكتوبر 1957) هو صانع أفلام تايواني كتب وأخرج أحد عشر فيلمًا طويلًا وأخرج أيضًا العديد من الأفلام القصيرة والأفلام التلفزيونية. تساي هو أحد مخرجي أفلام «الموجة الجديدة الثانية» الأكثر شهرة في السينما التايوانية. نالت أفلامه شهرة عالمية وفازت بالعديد من الجوائز في مهرجانات الأفلام. في عام 2015، فاز بجائزة أفضل مخرج في جوائز تايبيه السينمائية.

## حياته
ولد تساي في ماليزيا من أصول عرقية صينية وقضى السنوات العشرين الأولى من حياته في كوتشينغ، ساراواك، ثم انتقل بعد ذلك إلى تايبيه، تايوان. وقال إن هذا كان له «تأثير كبير على عقله ونفسيته»، وربما انعكس ذلك لاحقًا في أفلامه. قال تساي: «حتى اليوم، أشعر أنني لا أنتمي إلى تايوان ولا إلى ماليزيا. بمعنى يمكنني الذهاب إلى أي مكان أريده وألائمه، لكنني لا أشعر أبدًا بهذا الشعور بالإنتماء.»
تخرج تساي من قسم الدراما والسينما في جامعة الثقافة الصينية في تايوان عام 1982 وعمل كمنتج مسرحي وكاتب سيناريو ومخرج تلفزيوني في هونغ كونغ. من عام 1989 إلى عام 1991، أخرج عدة أفلام تلفزيونية.

## وصلات خارجية
تساي مينغ-ليانغ على قاعدة بيانات الأفلام على الإنترنت